# Nagy Lantos Balázs
Nagy Lantos Balázs (Budapest, 1965. augusztus 28. –) író, mérnök, grafikus, zenész, a magyar Mensa volt elnöke, a Tomtec labortechnikai eszközöket gyártó cég tulajdonosa.

## Életpálya
Az országos tanulmányi versenyek matematika és fizika döntőseként egyenes volt az útja a Budapesti Műszaki Egyetem Villamosmérnöki karára, ahol 1989-ben diplomát szerzett. Egyetemi évei alatt basszusgitárosként számos blues-, dzsessz- és underground formációban zenélt, telt házas koncerteken lépett fel a Nemzeti Színházban és az Egyetemi Színpadon a kor kultikus zenekarával a Topó Neurock Társulattal, valamint együtt játszott többek közt Somával, Eichinger Tiborral, Benkő Zsolttal, Ferenczi Györggyel és Fekete Jenővel. A rendszerváltozás közeledtével az újságírás felé fordult, és tanulmányai végeztével a Magyar Hírlap Gazdaságpolitika rovatánál kezdett dolgozni. Időközben megírta első mesekönyvét, amely 1990-ben jelent meg Csiri, a boszorkány címen, magyar és német nyelven (Tschiri, die kleine Hexe), Füzesi Zsuzsa rajzaival. Angliai és amerikai tanulmányokat követően laptervezéssel és reklámgrafikával kezdett foglalkozni, amit később itthon számtalan újságnál és intézménynél oktatott, többek közt az Iparművészeti Egyetemen, a MÚOSZ-nál (Magyar Újságírók Országos Szövetsége) és a Budapesti Kommunikációs Főiskolán. Emellett képzőművészeti rovatvezetőként is dolgozott több magazinnál, szakmai lektorálást vállalt kiadványszerkesztéssel foglalkozó szakkönyvekben és 1997-ben újabb mesekönyve jelent meg Csiri reggelije címmel, mely elnyerte az Év Gyermekkönyve díjat. Az ezredforduló környékén az óbudai FŐTÁV 200 m magas kéményére tervezett óriásfestmény ötletével nagy visszhangot váltott ki, ez azonban nem valósult meg. Ezután elsősorban üzleti vállalkozásaira koncentrál, főképp a nemzetközi piacon is sikeres Tomtec Kft-re. 2011 végén a Mensa HungarIQa tagjai elnöküknek választották, e tisztséget két cikluson át, 2012-től 2015-ig töltötte be.

## Díjak
- Év Gyermekkönyve díj (IBBY-díj) (1997)
- Ipari Formatervezési Nívódíj – Minisztériumi dicséret (1998)
- Szeresd Budapestet - Városszínesítési kategória IV. díj (2006)

## Könyvek
- Csiri, a boszorkány – Forma-Art Kiadó (1990)
- Csiri reggelije – Maci Bt. (1997)
- QuarkXPress 4.0 (szakmai lektorálás) – ComputerBooks Kiadói Kft. (2000)

## Külső hivatkozások
- Mensa Hungariqa: kapcsolatokat építenek
- Már 800 magyar a szuperintelligensek klubjában
- Beszélgetés+ Nagy Lantos Balázs (video)